# Конвергентна редакція
Конвергентна редакція - в найзагальнішому розумінні воно означає злиття різних ринків. Класична ідея конвергентної редакції – в особливій організації інформаційного потоку. Репортери та журналісти готують матеріали не для одного ЗМІ, а одразу для кількох.

## Як працює конвергентна редакція?
Скажімо, репортер, вирушаючи на подію, здобуває якусь інформацію, фіксує її на відео та фотографує. І одразу повідомляє про це редактора ньюз-руму. А він уже визначає, для яких каналів готувати повідомлення. По-перше, можна оперативно написати новину для сайту. По-друге, зробити пряме включення для новин на радіо. По-третє, привезти відзняте відео й використати його на телебаченні. Можна також написати розширений текст для газети, яка вийде зранку, а фото викласти на той же сайт у форматі галереї.

## Що повинен уміти журналіст?
В одних редакціях вважають, що він має працювати одразу в усіх форматах – таких спеціалістів називають універсальними репортерами. Інші ж, навпаки, постулюють, що журналіст приносить тільки інформацію, а редактори напрямків – друкованого, телевізійного, онлайн – адаптують це повідомлення для свого формату.

## Структура
Відповідно, класичний конвергентний ньюз-рум має таку структуру:
1.Тематичні відділи – до яких входять репортери та аналітики, що займаються певними тематичними напрямками.
2.Редактор ньюз-руму, що направляє зібрані «історії» до тих або тих медіа.
3.Редактори різних типів медіа, що адаптують контент під свій формат.
4.Архіваріуси – відповідальні за написання бекґраунду та підбір архівних матеріалів – відео, фото тощо.
Найголовніше, що робота конвергентної редакції фокусується не на технології, а на історії, а також на споживачеві, до якого можна цю історію донести максимально можливою кількістю каналів.

## Конвергентні редакції в Україні
Втім, в Україні дуже часто реформа редакції обмежується збільшенням «виписки» для журналістів, які, окрім певного обсягу матеріалів у прінт, мають іще щомісяця здавати якусь кількість новин на сайт.На додачу, керівники можуть погратися у «конвергентну» перестановку меблів. Справа в тому, що західні медіа зазвичай однією з ознак конвергенції називають спеціальну систему організації простору в ньюз-румі – солярну. У центрі такої системи так званий
SuperDesk або NewsHub − круглий стіл, за яким розташовуються редактори напрямків. Навколо них розміщуються контент-групи. При цьому важливо так розташувати робочі місця, щоб із будь-якого кінця було легко пройти до центру. По такому ньюз-руму заведено розвішувати багато великих плазмових моніторів, які постійно транслюють новини.
Наразі в Україні чимало редакцій, які з різною мірою відповідності вважають себе конвергентними. Наприклад, під брендом ТСН працює сайт Tsn.ua та виходять випуски Телевізійної служби новин. Також це ТРК «Люкс», що включає редакцію ін- тернет-видання Zaxid.net, редакцію радіо «Люкс», телевізійну редакцію «Нашого Репортера», новинний канал «24». До конвергентних можна віднести газети «Сегодня», «День», «Дзеркало тижня» та «Газету по-українськи» з їхніми сайтами, холдинг Evolution media (сайт Comments.ua і тижневик «Коментарі»), fakty.ictv.ua разом з програмою «Факти» на ICTV, тижневики «Фокус» та «Кореспондент» з відповідними сайтами тощо.